# Casa de la Monta
La Casa de la Monta es un edificio construido en el siglo xviii, ubicado en el municipio español de Aranjuez, en la Comunidad de Madrid. 

## Historia

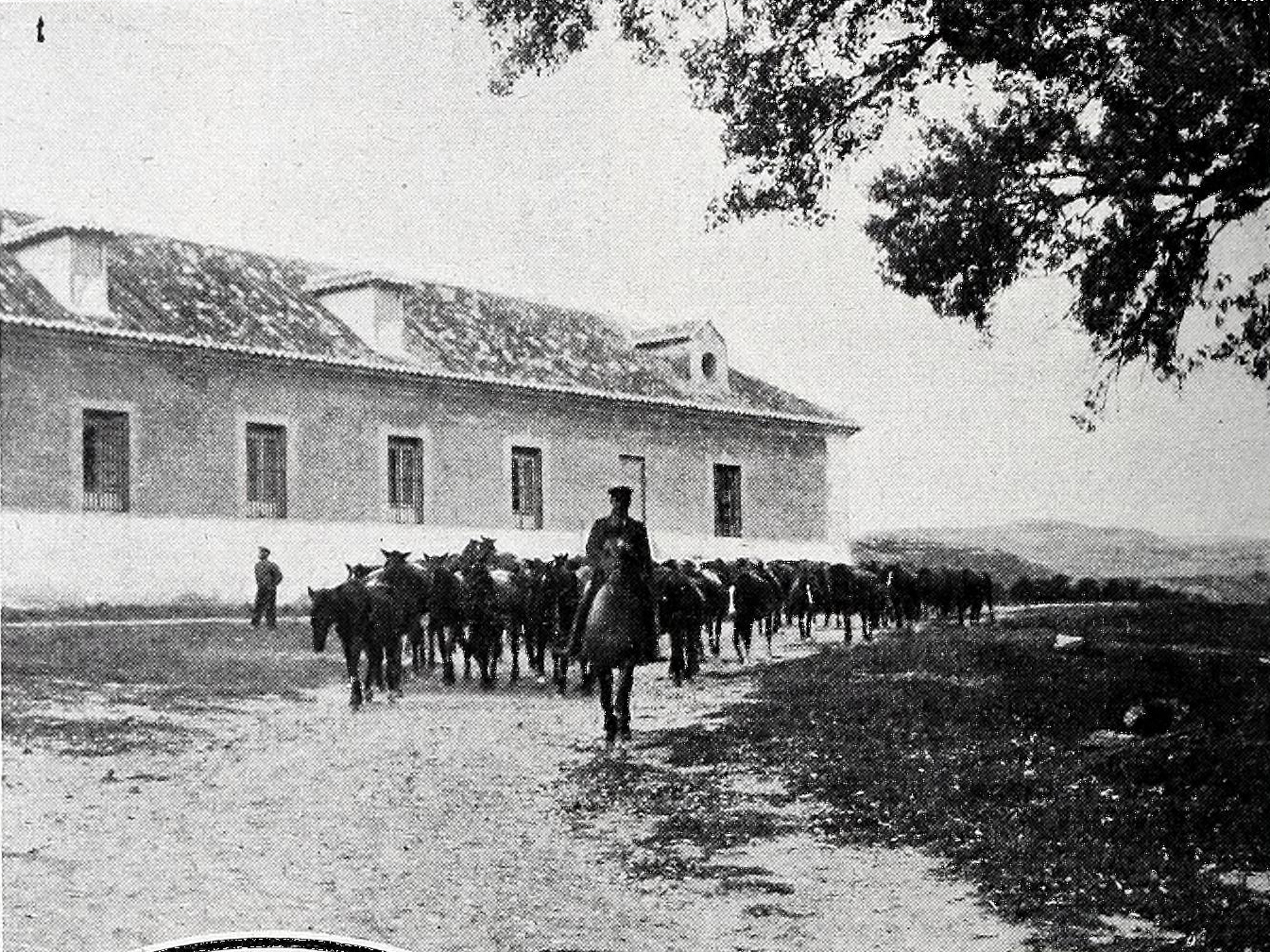
Real Yeguada de Aranjuez (Blanco y Negro, 8 de diciembre de 1906)

Fue mandado construir por el rey Carlos III, por orden de 13 de agosto de 1761, con el fin de albergar caballerizas reales. Se sitúa en las cercanías del curso del río Tajo, fuera del núcleo urbano. El edificio, construido en ladrillo, cuenta sobre la puerta principal con una figura en piedra que representa a una pareja caballar, obra del escultor Juan Reina.
En 2011, la Comunidad de Madrid planteó un proyecto que convertiría a la Casa de la Monta y su entorno en un complejo hípico, pero fue desestimado en 2016 por considerarse que la operación tenía un impacto ambiental negativo. El edificio, abandonado, es colonia de murciélagos.